# 계산 가능한 문서 형식
계산 가능한 문서 형식(Computable Document Format, CDF)은 동적으로 생성된 대화형 콘텐츠를 작성할 수 있도록 설계된 전자 문서 형식이다. CDF는 울프럼 리서치h에서 만들었으며, 매스매티카를 사용하여 CDF 파일을 만들 수 있다. 2021년 현재 울프럼 리서치 웹사이트에는 CDF가 "레거시" 포맷으로 나열되어 있다.

## 특징
계산 가능한 문서 형식은 슬라이더, 메뉴 및 버튼과 같은 GUI 요소를 지원한다. GUI 상호 작용에 대한 응답으로 내장된 계산을 사용하여 콘텐츠가 업데이트 된다. 콘텐츠에는 서식이 지정된 텍스트, 표, 이미지, 사운드 및 애니메이션이 포함될 수 있다. CDF는 매스매티카 조판 및 기술 표기법을 지원한다. 페이지가 매겨진 레이아웃, 구조화된 드릴다운 레이아웃 및 슬라이드쇼 모드가 지원된다. 스타일은 계단식 스타일 시트를 사용하여 제어할 수 있다.

## 같이 보기
- 수치 분석 소프트웨어 목록